# San Michele (Venzone)

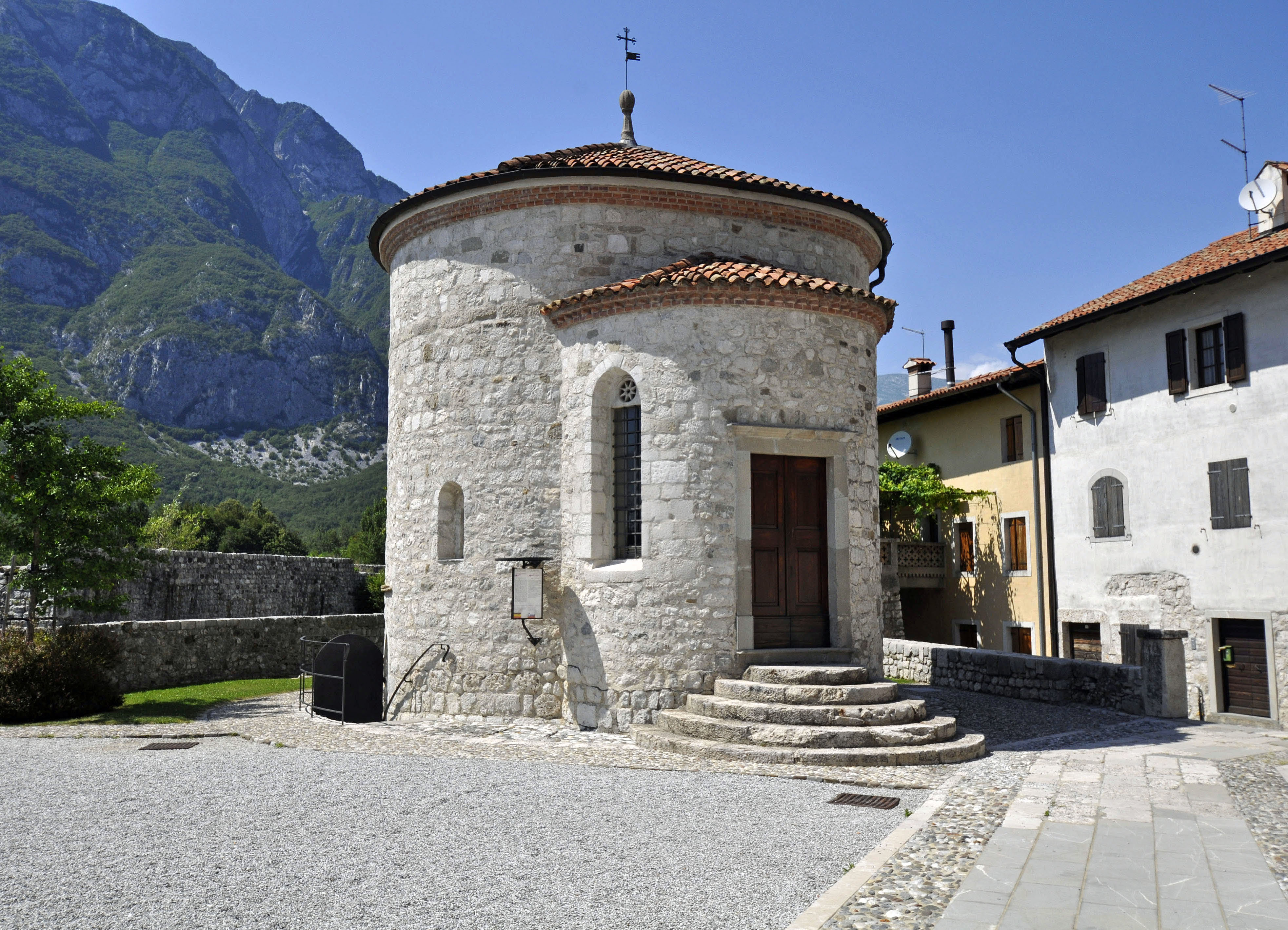
Kapelle San Michele in Venzone

Die katholische Kapelle San Michele in Venzone, einer Gemeinde in der italienischen Region Friaul-Julisch Venetien, wurde in der ersten Hälfte des 12. Jahrhunderts errichtet. Die romanische Kapelle in der Nähe des Doms ist eine Rotunde aus Bruchsteinmauerwerk.
In der Krypta der Kapelle wurden 21 Mumien gefunden, von denen 15 gut erhalten sind. Im Gebäude wurde ein Museum eingerichtet, das ganzjährig besichtigt werden kann.